# M'ama o m'amerà
M'ama o m'amerà è una canzone della cantante italiana Mariangela, pubblicata come singolo nell'ottobre del 2005.
La canzone, scritta da Emiliano Palmieri, ha riscosso parecchi consensi anche essendo stata utilizzata dal programma televisivo Striscia la notizia come stacchetto delle veline.
Il singolo ha raggiunto la terza posizione della classifica dei singoli italiana ed è il 63º più venduto del 2005.
Il brano è stato in seguito inserito nel primo album della cantante, ...preparati a volare, pubblicato nel marzo del 2007 contemporaneamente alla partecipazione dell'artista al Festival di Sanremo 2007.

## Tracce
1. M'ama o m'amerà (radio edit)
2. M'ama o m'amerà (base strumentale)

## Classifiche
| Classifica di fine anno italiana (2005) | Posizione |
| --------------------------------------- | --------- |
| Classifica italiana                     | 3         |
| Classifica dei singoli                  | Posizione |
| Classifica italiana                     | 63        |